# Fum, fum, fum
El Fum, fum, fum és una nadala tradicional catalana. Joan Amades creia que té els seus orígens en els segles xvi o xvii. La cançó té l'origen a Prats del Lluçanès com una «cançó de les mentides», una sàtira en què cada estrofa intentava ser més absurda que l'anterior. Una mostra d'això és que en les versions que han arribat fins avui encara es diu «qui dirà més gran mentida».
El significat de la paraula «fum» dins la nadala ve d'una forma verbal del verb «fúmer». Segons l'etnomusicòleg Jaume Aiats, la cançó originalment usava el verb «fotre», repetint «fot, fot, fot». Tanmateix, el folklorista Joaquim Pecanins, que és qui va transcriure la cançó el 1904, va canviar el verb per una forma menys malsonant.

## Lletra
| Versió recollida per Joan Amades | Versió mallorquina | Versió de Catalunya | Versió valenciana de Paco Muñoz |
| --- | --- | --- | --- |
| A vint-i-cinc de desembre fum, fum, fum Ha nascut un minyonet ros i blanquet, ros i blanquet; Fill de la Verge Maria, n'és nat en una establia. Fum, fum, fum.                | El vint-i-cinc de desembre fum, fum, fum Ha nascut un minyonet ros i blanquet, ros i blanquet; Fill de la Verge Maria, és nat en una establia. Fum, fum, fum.             | El vint-i-cinc de desembre fum, fum, fum Ha nascut un minyonet ros i blanquet, ros i blanquet; Fill de la Verge Maria, n'és nat en una establia. Fum, fum, fum.                  | A vint-i-cinc de desembre fum, fum, fum Ha nascut el jesuset ros i blanquet, ros i blanquet; Fill de la Verge Maria, n'és nat en una establia. Fum, fum, fum.   |
| Allí dalt de la muntanya fum, fum, fum Si n'hi ha dos pastorets abrigadets, abrigadets; amb la pell i la samarra, menjant ous i botifarra. Fum, fum, fum.                     | Allà dalt de la muntanya fum, fum, fum Si n'hi ha dos pastorets abrigadets, abrigadets; amb la pell i la samarra, mengen ous i botifarra. Fum, fum, fum.                  | Allí dalt de la muntanya fum, fum, fum Si n'hi ha dos pastorets abrigadets, abrigadets; amb la pell i la samarra, mengen ous i botifarra. Fum, fum, fum.                         | Allà dalt de la muntanya fum, fum, fum Si n'hi ha dos pastorets abrigadets, abrigadets; amb la pell i la samarra, mengen ous i botifarra. Fum, fum, fum.        |
| Qui dirà més gran mentida? Fum, fum, fum Ja en respon el majoral el gran tabal, el gran tabal; jo en faré deu mil camades amb un salt totes plegades. Fum, fum, fum.          | Qui dirà més gran mentida? Fum, fum, fum Ja respon el majoral amb gran cabal, amb gran cabal; jo en faré deu mil camades d'un sol bot totes plegades. Fum, fum, fum.      | Qui en dirà més gran mentida? Fum, fum, fum Ja respon el majoral amb gran cabal, amb gran cabal; jo en faré deu mil camades amb un salt totes plegades. Fum, fum, fum.           | |
| A vint-i-cinc de desembre fum, fum, fum n'és el dia de Nadal, molt principal, molt principal, quan n'eixirem de matines, farem bones escudines. Fum, fum, fum.                | El vint-i-cinc de desembre fum, fum, fum és el dia de Nadal, molt principal, molt principal, en sortir de ses matines, menjarem coquetes fines. Fum, fum, fum.            | | A vint-i-cinc de desembre fum, fum, fum és el dia de Nadal, molt principal, molt principal, quan s'acaben les matines, farem bones coques fines. Fum, fum, fum. |
| Déu vos do unes santes festes fum, fum, fum amb temps de fred i calor, i molt millor, i molt millor fent-ne de Jesús memòria perquè ens vulgui dalt la glòria. Fum, fum, fum. | Déu vos do unes santes festes fum, fum, fum faci fred, faci calor, serà el millor, serà el millor de Jesús farem memòria perquè ens vulgui dalt la glòria. Fum, fum, fum. | Déu nos do unes Santes Festes, Fum, fum, fum Faci fred, faci calor, serà el millor, serà el millor, de Jesús fent gran memòria, perquè ens vulgui dalt la Glòria, Fum, fum, fum. | |